# Carl Capelle (Pädagoge, 1841)
Carl Capelle (auch: Karl Capelle und Karl Ludwig Ernst Capelle; * 22. Juni 1841 in Ilfeld am Harz; † 8. Februar 1912 in Hannover) war ein deutscher Pädagoge, Gymnasialdirektor, Klassischer Philologe und Homer-Kommentator.

## Leben
Carl Capelle war der Sohn des Carl Ludwig Capelle, der aus Hannover stammte und als Subkonrektor am vormals Königlich Hannoverschen Pädagogium in Ilfeld tätig war. Der Vater war 1840 in Jena promoviert worden.
Carl Capelle besuchte ab Michaelis 1852 das Ilfelder Pädagogium, an dem er Michaelis 1858 sein Maturitätsexamen bestand, um anschließend an der Universität Göttingen klassische Philologie, Archäologie und Pädagogik zu studieren. Nach bestandener Staatsprüfung zu Michaelis 1862 nahm er in Weinheim an der Bergstraße eine Stelle als Lehrer an der Erziehungsanstalt für Knaben der Gebrüder Bender an. Die Anstellung gab er Ostern 1863 wieder auf, um seiner Berufung an das Lyceum zu Hannover nachzukommen. An dieser Anstalt unterrichtete er nacheinander als Ordinarius der Quinta, Obertertia und Untersecunda.

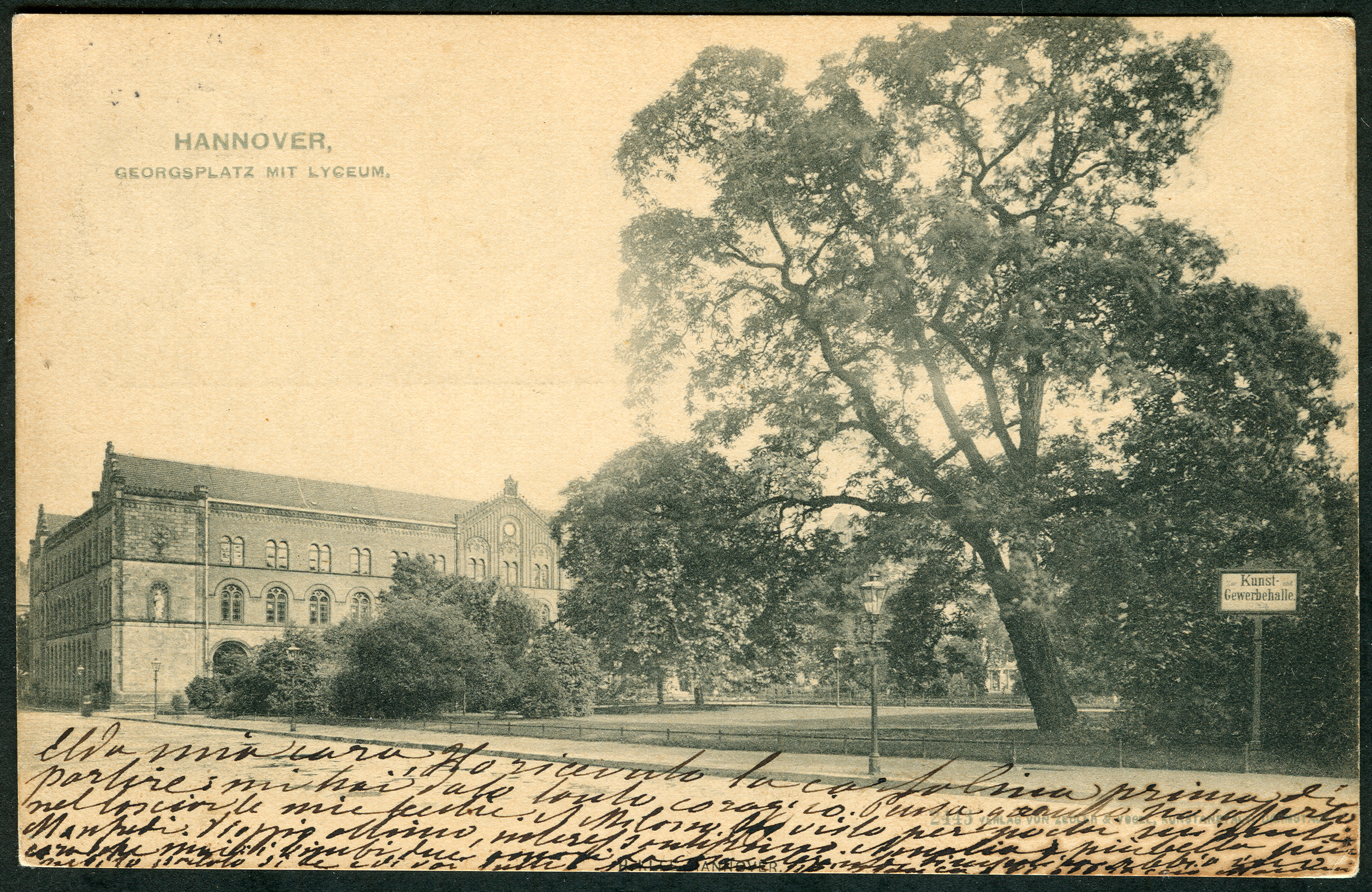
„Hannover, Georgsplatz mit Lyceum“, Wirkungsstätte von Carl Capelle und seinem Schüler Theodor Lessing;
Ansichtskarte Nr. 2443, Zedler & Vogel, um 1900

Am 29. August 1871 übertrug ihm das Königliche Provinzial-Schulkollegium für Hessen-Nassau die fünfte Oberlehrerstelle am Königlichen Gymnasium zu Wiesbaden. Auch von dort kehrte Capelle Michaelis 1872 an das Lyceum I nach Hannover zurück. Dort wurden ihm 1878 Direktionsaufgaben übertragen, bevor er Michaelis 1879 die Nachfolge des in den Ruhestand tretenden Direktors Heinrich Ludolf Ahrens antrat.
Mehr als ein Vierteljahrhundert versah Capelle das Amt des Schuldirektors. In dieser Zeit riet er schriftlich den Eltern eines seiner Schüler, des späteren Philosophen, Schriftstellers und Publizisten Theodor Lessing, diesen von der Schule zu nehmen und ergänzte: „Persönlich möchte ich dazu raten, ihren Sohn ein einfaches Handwerk erlernen zu lassen, da er für geistige Betätigung lebenslänglich unfähig bleiben wird. Der Direktor. Prof. Dr. Carl Capelle.“
Am 1. April 1905 wurde Capelle nach 42 ½-jähriger Lehrtätigkeit als Geheimer Regierungsrat in den Ruhestand verabschiedet.

## Familie
Capelle war der Vater
- des in Hannover geborenen und in Hamburg wirkenden Historikers und Oberlehrers Wilhelm Capelle (1871–1961)[1]
- des in Wiesbaden geborenen und in Ohligs wirkenden Oberlehrers und Naturwissenschaftlers Karl Capelle (1872–1924)[1]
- der Auguste Frida Wilhelmine Capelle (8. Oktober 1880 in Hannover – 9. April 1980 in Bad Iburg), die am 8. September 1908 in Hannover standesamtlich den Pastor und Hochschullehrer Wilhelm Carl Thimme (14. Januar 1879 in Marklohe – 19. Januar 1966 in Volmerdingsen) heiratete.[7]

## Schriften
- Dativi localis quae sit vis atque usus in Homeri carminibus (= Hochschulschrift 1865 ab der Universität Jena zur Promotion zum Dr. phil.) In: Begrüßungsschrift für die Philologen-Versammlung in Hannover 1864
- 7. Auflage des Seiler-Crusius’schen Schulwörterbuches zu Homer
- Mitarbeit am Lexicon Homericum (Ebeling & Plan, Berlin)
- Heinrich Ludolf Ahrens. In: Biographisches Jahrbuch für Alterthumskunde, Bd. 4 (1881), hrsg. von Conrad Bursian, S. 89–103
- Zur Erinnerung an Heinrich Ludolf Ahrens, Programm Hannover 1. Lyceum, Hannover 1882, S. 3–14
- Vollständiges Wörterbuch über die Gedichte des Homeros und der Homeriden. Zum Schul- und Privat-Gebrauch. Ernst Eduard Seiler. Nach dem früheren Seiler'schen Homer-Wörterbuch neu bearbeitet von C. Capelle
  - Nachdruck der 9., verbesserten Auflage, Leipzig, Hahn, 1889, Hildesheim; Zürich; New York: Olms, 2007, ISBN 978-3-487-13414-7
  - 10., unveränderte Auflage, Reprografischer Nachdruck der 9., verbesserten Auflage Leipzig, Hahn, 1889. Mit einer Vorbemerkung zum Neudruck von Ernst Risch, Darmstadt: Wissenschaftliche Buchgesellschaft, 1968
- Das Städtische Lyceum <seit Ostern 1871 Lyceum I> zu Hannover während des Zeitraums von 1848 bis 1898 dargestellt in Veranlassung seiner 550-jährigen Jubelfeier am 2. Febr. 1898 von dem Direktor der Anstalt Prof. Dr. Capelle, Hannover: J. C. König & Ebhardt, [1898]
- Zur Erinnerung an die 550-jährige Jubelfeier des Städtischen Lyceums 1 in Hannover am 2. Februar 1898, Rede in: Programm Hannover Lyceum 1, Hannover 1898, S. 7–29